# Lonchocarpus eriophyllus
Lonchocarpus eriophyllus là một loài thực vật có hoa trong họ Đậu. Loài này được Benth. miêu tả khoa học đầu tiên năm 1860.